# Rajner Erklavec
Rajner Erklavec, slovenski duhovnik, * 26. september 1893, Moste v Ljubljani, † 30. november 1944, Brezova Reber pri Semiču.

## Življenje
Po gimnaziji se je odločil za duhovniški poklic in vstopil v križniški red. 12. septembra 1918 je naredil slovesne redovne zaobljube. 2. novembra 1919 je bil posvečen v duhovnika. Najprej je služboval kot kaplan v Semiču in drugih župnijah, nato je v Semiču nastopil kot župnik. Leta 1939 je upravljal tudi župnijo Planina pri Črnomlju. V času druge svetovne vojne se ni pridružil simpatizerjem partizanov, zato so ga odpeljali (datum?) ter ga zasliševali. Zatem so ga izpustili, vrnil se je v Semič, vendar je njegova aretacija med Belokranjci v Ljubljani odmevala, Slovenski dom je objavil članek, v katerem je bilo jasno izraženo njegovo protikomunistično stališče. Jeseni 1944 je bil zopet aretiran in odpeljan. Med nemško ofenzivo proti partizanom so vse zaprte ljudi odgnali in pobili. Verjetno je bil med drugimi ubit 30. novembra 1944 nad vasjo Brezova Reber. 